# Madžarska sovjetska republika
Madžarska sovjetska republika ali Republika Konzulov Madžarske (madžarsko Magyarországi Tanácsköztársaság ali Magyarországi Szocialista Szövetséges Tanácsköztársaság) je bila socialistična država, ki je obstajala med 21. marcem 1919 in 1. avgustom 1919.
Madžarska sovjetska republika naj bi bila druga socialistična država v zgodovini (takoj za RSFSR), a ju obe prehitevajo vsaj Svobodni teritorij (ta prehiteva le Madžarsko sovjetsko republiko), Pariška komuna, Lyonska komuna, komuna Saint-Etienne, Marsejska komuna in Taipinški upor.

## Zgodovina
Po razpadu Avstro-Ogrske je nastala Madžarska ljudska republika, začasa Madžarske sovjetske republike znana kot Prva madžarska republika. Madžarska vlada je 20. marca 1919 spričo zahtev Antante in morda zaradi aktivnosti Stranke komunistov madžarske (kasneje znana kot Madžarska komunistična partija) razglasila odstop. Socialni demokrati so bili edina stranka v parlamentu, ki bi še lahko ustvarila koalicijo. 
21. marca je predsednik Mihály Károlyi tako socialdemokratsko stranko razglasil za vodilno, a se ni zavedal, da se je ta skupaj s komunisti medtem združila v Madžarsko socialistično stranko.
Vodja komunistične frakcije, Bela Kun, je stopil v telegrafsko zvezo z Vladimirjem Leninom. Le-ta mu je naročil, naj sproži čistko proti socialdemokratskim elementom.
Antanta je kasneje Madžarsko sovjetsko republiko vojaško eliminirala. Bela Kun je pobegnil v Sovjetsko zvezo, kjer je umrl v stalinističnih čistkah.
Obdobje Madžarske sovjetske republike je znano tudi kot »slavnih 133 dni«.